# 롭 리글
로버트 앨런 "롭" 리글(영어: Robert Allen "Rob" Riggle, 1970년 4월 21일 ~ )은 미국의 배우이자 희극인이다. 연예계에서 활동하기 전에는 해병대 장교였으며 최종계급은 중령이었다.

## 출연 작품
- 성탄절 전야의 공항 대소동 - 경비대장 호프먼 역
- 킬러스 - 헨리 역
- 12 솔져스 - 맥스 바우어스 대령 역
- 미드나잇 선 - 잭 역
- 나이트 스쿨
- 디 아크 앤 더 아드바크
- 워 위드 그랜파 - 아서 역